# Northwest Missouri State Bearcats
Los Northwest Missouri State Bearcats (Maturrones de la Estatal del Noroeste de Misuri) es el equipo que representa a la Universidad Estatal del Noroeste de Misuri ubicada en Maryville, Missouri en la NCAA Division II como miembro fundador de la Mid-America Intercollegiate Athletics Association (MIAA) en 1912. Desde su fundación hasta 1937 compitió en la Amateur Athletic Union. De 1937 a 1957 estuvo en la National Association of Intercollegiate Athletics hasta unirse a la NCAA Division II. Han estado en 10 finales de la Division II en fútbol americano (ganaron 6) desde 1998. El equipo de baloncesto masculino ganó el título de la AAU en 1930 y el título de la Division II en 2017, 2019 y 2021.

## Deportes
| Masculino                                    | Femenino      |
| -------------------------------------------- | ------------- |
| Béisbol                                      | Baloncesto    |
| Baloncesto                                   | Cross country |
| Cross country                                | Golf          |
| Fútbol Americano                             | Fútbol        |
| Tenis                                        | Softbol       |
| Atletismo†                                   | Tenis         |
|                                              | Atletismo†    |
|                                              | Voleibol      |
| † – También incluye la modalidad bajo techo. |               |

### Fútbol Americano

El Bearcat Stadium

Los Bearcats han llegado a 10 finales del campeonato nacional de la NCAA Division II (y ganaron 6) desde en record 0-11 en la primera temporada del entrenador Mel Tjeerdsma en 1994.

### Baloncesto

#### Masculino
Ha sido campeón nacional en tres ocasiones (2017, 2019, 2021) y ha estado en la ronda de Elite Eights dos veces (2002, 2004). Northwest era el #1 en 2020 en los playoffs pero el torneo fue cancelado por la pandemia de Covid-19 en Estados Unidos.

#### Femenino
El entrenador Michael Smith terminó su segunda temporada como entrenador del equipo en 2014–15 con un record de 18–37. Desde 1971 el equipo cuenta con un record histórico de 667–533.

### Softbol
Ha estado en una Women's College World Series en 1975.